# Shaping
Shaping, ook successieve approximatie genoemd, is een procedure om nieuw gedrag stapsgewijs aan te leren via positieve bekrachtiging. Technisch gaat het om het ontwikkelen van nieuw gedrag door opeenvolgende selectieve bekrachtiging van gedrag dat het vooropgestelde doelgedrag steeds dichter benadert. Shaping wordt zowel bij mensen als bij dieren gebruikt.

## Situering
Shaping is een techniek binnen de operante conditionering: het aanleren van gedrag via bekrachtiging. Shaping werd rond de jaren 40 ontdekt door B.F. Skinner. Hij werkte er zelf vaak mee (zie eerste externe link) en al spoedig werd de techniek wijd verspreid en toegepast in zeer uiteenlopende situaties. Het werd een basistechniek binnen de gedragstherapie. Bij shaping wordt vaak gebruikgemaakt van prompting. Er is een duidelijk verschil met fading (zie daar voor de toelichting).

## Stappen bij shaping
Bij shaping gaat het om gedrag dat de persoon of het dier nog niet stelt. Omdat het gedrag nog niet gesteld wordt, kan niet gewerkt worden met alleen positieve bekrachtiging van het gewenste gedrag. Bij shaping worden typisch een aantal stappen gehanteerd, die essentieel zijn om van shaping te kunnen spreken. Deze stappen worden geïllustreerd aan de hand van een voorbeeld.
- Om te beginnen wordt het aan te leren gedrag, het doelgedrag bepaald.

Voorbeeld: Men wil een kind leren alleen lopen.
- Vervolgens wordt nagegaan welk gedrag de persoon of het dier stelt dat enigszins in de richting gaat van het doelgedrag. Dat gedrag wordt dan sterk bekrachtigd, zodat het toeneemt.

Voorbeeld: Het kind trekt zich soms recht aan een stoel of tafel. Dit gaat men sterk bekrachtigen via applaus en positieve commentaar als het kind het doet.
- Als het aanvankelijk bekrachtigde gedrag is toegenomen, schakelt men over naar het bekrachtigen van gedrag dat nu regelmatig wordt gesteld, maar dat weer iets meer in de richting van het doelgedrag gaat. Alleen dit gedrag wordt nog bekrachtigd en niet meer het vorige.

Voorbeeld: Het kind trekt zich regelmatig recht, maar zet soms ook een paar stapjes terwijl het zich nog vasthoudt aan de stoel of tafel. Alleen wanneer het dit doet, zal het vanaf nu nog bekrachtigd worden.
- Als het gedrag van vorig punt weer sterk is toegenomen, wordt overgeschakeld naar bekrachtiging van gedrag dat weer iets meer in de richting van het doelgedrag gaat. Deze fase wordt opeenvolgend herhaald tot het doelgedrag is bereikt (vandaar de naam successieve approximatie - opeenvolgende benadering).

Voorbeeld: Het kind zet nu regelmatig enkele kleine stapjes terwijl het zich vasthoudt aan de tafel of stoel. Af en toe zet het 1 of 2 stapjes zonder zich vast te houden. Dan schakelt men over naar het alleen nog bekrachtigen van stapjes zonder zich vasthouden. In volgende fasen kan het aantal stapjes opgetrokken worden, tot het kind doorheen de kamer stapt.

## Factoren die de effectiviteit beïnvloeden[3]
Bepaalde factoren kunnen maken dat shaping sneller of trager werkt:
- Specifiëren van het doelgedrag

Als er verschillende begeleiders betrokken zijn bij het leerproces, is het belangrijk dat het doelgedrag precies is omschreven. In het hoger gehanteerde voorbeeld kan dat zijn: stappen van de deur tot aan de kast zonder tussenin te gaan zitten of zonder zich aan iets vast te houden. Wanneer de verschillende begeleiders dezelfde verwachtingen hanteren, zal de bekrachtiging consistent zijn.
- Wennen aan de bekrachtiging

Bij mensen is bekrachtigen geen probleem. Meestal gebeurt dit via sociale bekrachtiging: verbale aanmoediging ... Bij dieren ligt dit anders. Zij moeten eerst leren dat ze systematisch bekrachtiging kunnen ontvangen. Meestal wordt gewerkt dan met voedsel. Men zorgt dat de dieren honger hebben en leert hen dan op een bepaalde plaats eten te ontvangen. Bij vissen kan dat bijvoorbeeld betekenen dat ze voedsel leren halen van een pincet. De vis kan leren reageren op het pincet dat steeds op dezelfde plaats in het water wordt gestoken. Pas als de vis daar vlot op reageert, kan de eigenlijke training beginnen. Vaak wordt daarbij ook nog gewerkt met clickertraining. Bij clickertraining geeft men met een kliksignaal (of een ander signaal, bij vissen is dat bijvoorbeeld een lichtflits) aan wanneer bekrachtiging kan verdiend worden; het signaal is dus een discriminatieve stimulus.
- Startgedrag kiezen

De keuze van het startgedrag is zeer belangrijk. Het moet gedrag zijn dat af en toe spontaan gesteld wordt, zodat het regelmatig kan bekrachtigd worden. Als men een vis door een ring wil leren zwemmen, moet men niet wachten tot de vis de ring toevallig aanraakt of zijn hoofd er door steekt. Dat zal te weinig gebeuren. Men begint dan met bekrachtigen als de vis op minder dan 10 cm van de ring zwemt; of nog een stap vooraf, als de vis gewoon rondzwemt doorheen het aquarium in plaats van stil in een hoekje te hangen.
- Volgende stappen concretiseren

Het is belangrijk dat alle begeleiders of trainers ook de volgende stappen op eenzelfde manier begrijpen en bekrachtigen. Deze volgende stappen moeten dus duidelijk gespecifieerd zijn. Bij de vis zou dat kunnen zijn: op minder dan 5 cm van de ring zwemmen, tegen de ring zwemmen, de ring aan de binnenkant raken, met het hoofd door de ring komen, en ten slotte helemaal door de ring zwemmen. Het is eveneens belangrijk dat geen van de betrokkenen nog gedrag uit een vorige fase bekrachtigd.
- Niet te snel en niet te traag vooruit gaan

Er mag niet te snel overgeschakeld worden naar een volgende stap. Het gedrag in iedere fase moet voldoende eigen gemaakt zijn en voldoende voorkomen vooraleer verder te gaan. De stappen moeten ook klein genoeg zijn, anders wordt de overgang niet gemaakt. Als men merkt dat men te snel is geweest of een te grote stap heeft gemaakt, gaat men terug naar de vorige stap. Anderzijds mag men ook niet te lang bij een stap blijven. Men vordert dan te traag en men kan het tussengedrag ook zo sterk maken dat overgang naar een volgende stap moeilijker wordt.

## Ongeplande shaping
Shaping kan bewust als leermethode gehanteerd worden. Soms is het ook een leerproces dat onbewust werkt en ongewenste effecten kan hebben. Als een kind per ongeluk met het hoofd ergens tegen bonkt en weent, kan het troost en aandacht krijgen. Bij herhaling kan het kind leren dat bonken of wenen bekrachtigd wordt. Als het niet werkt, zal het misschien luider wenen, harder bonken of zichzelf op een andere manier pijn doen, tot er weer aandacht volgt. Zo kan gedrag onbedoeld evolueren.

## Toepassingsgebieden
Shaping wordt op zeer uiteenlopende gebieden gebruikt: leren spreken van kinderen, het leren spreken van een vreemde taal door volwassenen, duiven leren bowlingen (en andere dierenkunstjes), een sport leren, een muziekinstrument leren bespelen, aanleren van sociale vaardigheden, biofeedback.